# Gaetano Scirea
Gaetano Scirea (25. květen 1953 Cernusco sul Naviglio – 3. září 1989 Babsk, Polsko) byl italský fotbalový obránce.
Svou hrou připomínal Beckenbauerera. Nikdy za svou kariéru nebyl vyloučen, což pro obránce bylo velmi vzácné. Celkem 14 let působil v Juventusu se kterým vyhrál celkem 14 trofejí a nastoupil do 552 utkání, což byl do roku 2008 rekord klubu. V roce 2011 byl uveden do Italské síně slávy italského fotbalu.
V roce 1982 se stal z reprezentací mistrem světa na MS 1982.

## Klubová kariéra

### Atalanta
Již od roku 1967 byl hráčem Atalanty, kde hrál od mládežnických kategorií na pravém křídlu v útoku. Až postupem času se vypracoval na post záložníka a jako střední obránce debutoval v nejvyšší lize v zahajovacím utkání sezony 1972/73 proti Cagliari (0:0). V sezoně odehrál 20 utkání, které ale nezachránil od sestupu do druhé ligy. V následující sezoně jej trenér Heriberto Herrera nasazoval do každého utkání ve druhé lize. Jedinou branku za Atalantu vstřelil 12. května 1974 proti Brindisi (1:2). Po celkem 70 odehraných utkání jej koupil Juventus.

### Juventus
Do Juventusu odešel za 700 milionů lir a plus hráči Giorgio Mastropasqua, Gianpietro Marchetti a Giuliano Musiello. Klub jej koupil hlavně kvůli Salvadorimu, který chtěl skončit s fotbalem. Stal se tak stabilním členem obranné pětice: Cuccureddu, Gentile, Spinosi a Morini. Hned v první sezony slavil první titul v kariéře. V sezoně 1976/77 vyhrál s Bianconeri titul i pohár UEFA. V sezoně 1981/82 slavil již pátý titul, ale pro Bianconeri to byl dvacátý celkově a tak mohli mít na dresu dvě zlaté hvězdy.
Další vítězství v evropských pohárech zaznamenal v sezoně 1983/84 když vyhrál pohár PVP a v následující sezoně získal pohár PMEZ. Tak zkompletoval všechny evropské poháry. Ještě se mu podařilo získal Superpohár UEFA 1984 i Interkontinentální pohár 1985. Do fotbalového důchodu odešel ve věku 35 let, na konci sezóny 1987/88, po 377 ligových zápasech a celkem 552 v černobílém dresu. S Bianconeri vyhrál celkem 7 titulů (1974/75, 1976/77, 1977/78, 1980/81, 1981/82, 1983/84, 1985/86), dále dva italské poháry (1978/79, 1982/83) a všechny evropské poháry a stal se tak se spoluhráčem Cabrinim, který vyhrál všechny oficiální klubové fotbalové soutěže.

## Po kariéře
Když ukončil fotbalovou kariéru, začal se věnovat trenéřině. Jakmile získal licenci, v létě 1988 mu Boniperti nabídl roli asistenta trenéra u Bianconeri. Nabídku přijal a zastával funkci až do své předčasné smrti v roce 1989. Dne 3. září byl mu přidělen úkol, že má sledovat příštího soupěře v poháru UEFA Polský klub Górnik Zabrze. Při zpáteční cestě do Varšavy, odkud měl letět do Turína v doprovodu místního řidiče, tlumočníka a manažera Górniku v autě Polski Fiat 125p. Cestou byl jejich automobil zasažen dodávkou poblíž Babska. Obě auta začala, díky přapravě kanystrů benzínu hořet. Z cestujících se zachránil pouze manažer polského týmu, protože seděl na předním sedadle, který po otevření dveří při nárazu zezadu se mu podařilo z vozidla vystoupit. Pro ostatní byl náraz osudný, vzhledem k tomu, že podle výsledků pitvy neutrpěli při nárazu zranění. Gaetano byl zachráněn a převezen do nedaleké nemocnice Rawa Mazowieckaale kvůli hlášeným těžkým popáleninám nemohli lékaři udělat nic jiného, než konstatovat jeho smrt.
Po smrti byly po něm pojmenováno spoustu turnajů a ceny. Město Turín v roce 2008 po něm pojmenovala ulici ve čtvrti Mirafiori Sud. Klub Juventus, jehož byl kapitánem, pokřtili na jeho počest jižní sektor na Stadio delle Alpi. V roce 2011 mu turínský klub věnoval jednu z padesáti pamětních hvězd na chodníku slávy Juventus Stadium. Dne 21. listopadu 2012 přejmenovalo třídu, která vede před hlavním vchodem na stadion na Corso Gaetano Scirea  (dříve Corso Grande Torino).

## Hráčská statistika
| Sezóna  | Klub     | Liga    | Liga   | Liga | Ligové poháry | Ligové poháry | Ligové poháry | Kontinentální poháry | Kontinentální poháry | Kontinentální poháry | Celkem | Celkem |
| Sezóna  | Klub     | Soutěž  | Zápasy | Góly | Soutěž        | Zápasy        | Góly          | Soutěž               | Zápasy               | Góly                 | Zápasy | Góly   |
| ------- | -------- | ------- | ------ | ---- | ------------- | ------------- | ------------- | -------------------- | -------------------- | -------------------- | ------ | ------ |
| 1972/73 | Atalanta | Serie A | 20     | 0    | IP            | 2             | 0             | -                    | 0                    | 0                    | 22     | 0      |
| 1973/74 | Atalanta | Serie B | 38     | 1    | IP            | 10            | 1             | -                    | 0                    | 0                    | 48     | 2      |
| 1974/75 | Juventus | Serie A | 28     | 0    | IP            | 10            | 2             | UEFA                 | 10                   | 0                    | 48     | 2      |
| 1975/76 | Juventus | Serie A | 30     | 0    | IP            | 4             | 0             | PMEZ                 | 4                    | 0                    | 38     | 0      |
| 1976/77 | Juventus | Serie A | 30     | 1    | IP            | 5             | 0             | UEFA                 | 12                   | 1                    | 47     | 2      |
| 1977/78 | Juventus | Serie A | 29     | 0    | IP            | 0             | 0             | PMEZ                 | 8                    | 0                    | 37     | 0      |
| 1978/79 | Juventus | Serie A | 30     | 2    | IP            | 9             | 0             | PMEZ                 | 2                    | 0                    | 41     | 2      |
| 1979/80 | Juventus | Serie A | 29     | 4    | IP            | 4             | 0             | PVP                  | 7                    | 1                    | 40     | 5      |
| 1980/81 | Juventus | Serie A | 29     | 4    | IP            | 8             | 0             | UEFA                 | 4                    | 1                    | 41     | 5      |
| 1981/82 | Juventus | Serie A | 30     | 5    | IP            | 4             | 0             | PMEZ                 | 4                    | 0                    | 38     | 5      |
| 1982/83 | Juventus | Serie A | 30     | 3    | IP            | 12            | 1             | PMEZ                 | 9                    | 0                    | 51     | 4      |
| 1983/84 | Juventus | Serie A | 30     | 2    | IP            | 7             | 1             | PVP                  | 9                    | 0                    | 46     | 3      |
| 1984/85 | Juventus | Serie A | 30     | 2    | IP            | 9             | 0             | PMEZ+ES              | 9+1                  | 0                    | 49     | 2      |
| 1985/86 | Juventus | Serie A | 25     | 0    | IP            | 5             | 0             | PMEZ+Int.P           | 5+1                  | 0                    | 36     | 0      |
| 1986/87 | Juventus | Serie A | 21     | 0    | IP            | 7             | 1             | PMEZ                 | 1                    | 0                    | 29     | 1      |
| 1987/88 | Juventus | Serie A | 6      | 1    | IP            | 4             | 0             | UEFA                 | 1                    | 0                    | 11     | 1      |
| Celkem  | Celkem   | Celkem  | 435    | 25   | -             | 100           | 6             | -                    | 87                   | 3                    | 622    | 34     |

## Reprezentační kariéra

### Statistika na velkých turnajích
| Reprezentace | Rok     | Zápasy                         | Zápasy | Zápasy         | Zápasy           | Zápasy           | Zápasy            |
| Reprezentace | Rok     | Fáze turnaje                   | Datum  | Soupeř         | Odehraných minut | Vstřelené branky | Výsledek          |
| ------------ | ------- | ------------------------------ | ------ | -------------- | ---------------- | ---------------- | ----------------- |
| Itálie       | MS 1978 | 1 zápas ve skupině             | 2. 6.  | Francie        | 90               | 0                | 2:1               |
| Itálie       | MS 1978 | 2 zápas ve skupině             | 6. 6.  | Maďarsko       | 90               | 0                | 3:1               |
| Itálie       | MS 1978 | 3 zápas ve skupině             | 10. 6. | Argentina      | 90               | 0                | 1:0               |
| Itálie       | MS 1978 | 1 zápas v semifinálové skupině | 14. 6. | NSR            | 90               | 0                | 0:0               |
| Itálie       | MS 1978 | 2 zápas v semifinálové skupině | 18. 6. | Rakousko       | 90               | 0                | 1:0               |
| Itálie       | MS 1978 | 3 zápas v semifinálové skupině | 21. 6. | Nizozemí       | 90               | 0                | 1:2               |
| Itálie       | MS 1978 | o 3. místo                     | 24. 6. | Brazílie       | 90               | 0                | 1:2               |
| Itálie       | ME 1980 | 1 zápas ve skupině             | 12. 6. | Španělsko      | 90               | 0                | 0:0               |
| Itálie       | ME 1980 | 2 zápas ve skupině             | 15. 6. | Anglie         | 90               | 0                | 1:0               |
| Itálie       | ME 1980 | 3 zápas ve skupině             | 18. 6. | Belgie         | 90               | 0                | 0:0               |
| Itálie       | ME 1980 | o 3. místo                     | 21. 6. | Československo | 120              | 0                | 1:1 (8:9 na pen.) |
| Itálie       | MS 1982 | 1 zápas v první skupin. fáze   | 14. 6. | Polsko         | 90               | 0                | 0:0               |
| Itálie       | MS 1982 | 2 zápas v první skupin. fáze   | 18. 6. | Peru           | 90               | 0                | 1:1               |
| Itálie       | MS 1982 | 3 zápas v první skupin. fáze   | 23. 6. | Kamerun        | 90               | 0                | 1:1               |
| Itálie       | MS 1982 | 1 zápas ve druhé skupin. fáze  | 29. 6. | Argentina      | 90               | 0                | 2:1               |
| Itálie       | MS 1982 | 2 zápas ve druhé skupin. fáze  | 5. 7.  | Brazílie       | 90               | 0                | 3:2               |
| Itálie       | MS 1982 | Semifinále                     | 8. 7.  | Polsko         | 90               | 0                | 2:0               |
| Itálie       | MS 1982 | Finále                         | 11. 7. | NSR            | 90               | 1                | 3:1               |
| Itálie       | MS 1986 | 1 zápas ve skupině A           | 31. 5. | Bulharsko      | 90               | 0                | 1:1               |
| Itálie       | MS 1986 | 2 zápas ve skupině A           | 5. 6.  | Argentina      | 90               | 0                | 1:1               |
| Itálie       | MS 1986 | 3 zápas ve skupině A           | 10. 6. | Jižní Korea    | 90               | 0                | 3:2               |
| Itálie       | MS 1986 | čtvrtfinále                    | 17. 6. | Francie        | 90               | 0                | 0:2               |

## Hráčské úspěchy

### Klubové
- 7× vítěz italské ligy (1974/75, 1976/77, 1977/78, 1980/81, 1981/82, 1983/84, 1985/86)
- 2× vítěz italského poháru (1978/79, 1982/83)
- 1x vítěz poháru PMEZ (1984/85)
- 1x vítěz poháru UEFA (1976/77)
- 1x vítěz poháru PVP (1983/84)
- 1x vítěz evropského superpoháru (1984)
- 1x vítěz interkontinentálního poháru (1985)

### Reprezentační
- 3× na MS (1978, 1982 - zlato, 1986)
- 1× na ME (1980)

### Individuální
- All Stars team na ME 1980
- člen Síně slávy Italského fotbalu (2011)
- kandidát na Zlatý míč – nejlepší tým (10. místo v roce 2020)

### Vyznamenání
Zlatý límec za sportovní zásluhy (2017)

 Medaile za atletickou statečnost (1982)

 Medaile za atletickou statečnost (1975)